# Automobiles Pascal
Automobiles Pascal war ein französischer Hersteller von Automobilen.

## Unternehmensgeschichte
Das Unternehmen aus Paris begann 1902 mit der Produktion von Automobilen. Der Markenname lautete Pascal. 1903 endete die Produktion. Die Produktion fand teilweise bei Bardon statt.

## Fahrzeuge
Das einzige Modell war mit einem Vierzylindermotor mit 24 PS Leistung und Kettenantrieb ausgestattet. Die Karosserieform Tonneau bot Platz für vier Personen. Der Neupreis betrug 860 Pfund Sterling in England.